# Seweryn Czerwiński
Seweryn Czerwiński (ur. 28 września 1888 w Warszawie, zm. po 1933) – polski urzędnik państwowy i samorządowy, komisaryczny prezydent Lublina od 27 lutego do 17 grudnia 1929 roku, komisaryczny burmistrz Gdyni od 18 sierpnia 1932 do 10 lutego 1933.

## Życiorys
Pracował jako etatowy urzędnik Ministerstwa Spraw Wewnętrznych w randze inspektora ds. samorządu. Po rozwiązaniu rady miejskiej w lutym 1929 roku został mianowany komisarycznym prezydentem Lublina. Miał sprawować funkcję do czasu przeprowadzenia wyborów w czerwcu 1929 roku. Skłócona rada okazała się niezdolna do wyznaczenia nowego prezydenta, w efekcie minister spraw wewnętrznych 11 grudnia odwołał komisarza Czerwińskiego, powołując w jego miejsce Józefa Piechotę. Ten pozostawał tymczasowym zarządcą miasta aż do 1934 roku, a następnie od 1934 do śmierci w 1936 był prezydentem z wyboru. Trzy lata później powołany na stanowisko komisarza miasta Gdynia; funkcję sprawował do lutego 1933 roku. Następnie zamienił się stanowiskami z wicewojewodą stanisławowskim Franciszkiem Sokołem. Jego dalsze losy pozostają nieznane.
Przez wiele lat sądzono, że nie zachowało się żadne zdjęcie Czerwińskiego, w związku z czym wystawa z portretami byłych prezydentów Lublina była pozbawiona jego podobizny. Dopiero dzięki Gazecie Wyborczej odnaleziono w Narodowym Archiwum Cyfrowym archiwalne zdjęcie zrobione przed Domem Zdrojowym w Gdyni, na którym zebrał się komitet budowy bazyliki w mieście wraz z biskupem chełmińskim Stanisławem Okoniewskim i Sewerynem Czerwińskim. 23 marca 2011 roku uroczyście uzupełniono galerię o portret namalowany na podstawie tego zdjęcia przez profesora Krzysztofa Bartnika z UMCS.

## Ordery i odznaczenia
- Krzyż Kawalerski Orderu Odrodzenia Polski (9 listopada 1931)[6]